# Schweiz' håndboldforbund
Schweiz' håndboldforbund (tysk: Schweizerischer Handball-Verband, fransk: Fédération Suisse de Handball, italiensk: Federazione Svizzera di Pallamano) er det officielle håndboldforbund i Schweiz. Forbundet blev grundlagt i 1974 og har været medlem af EHF siden 1991.